# Ochsengarten (Nachtbar)

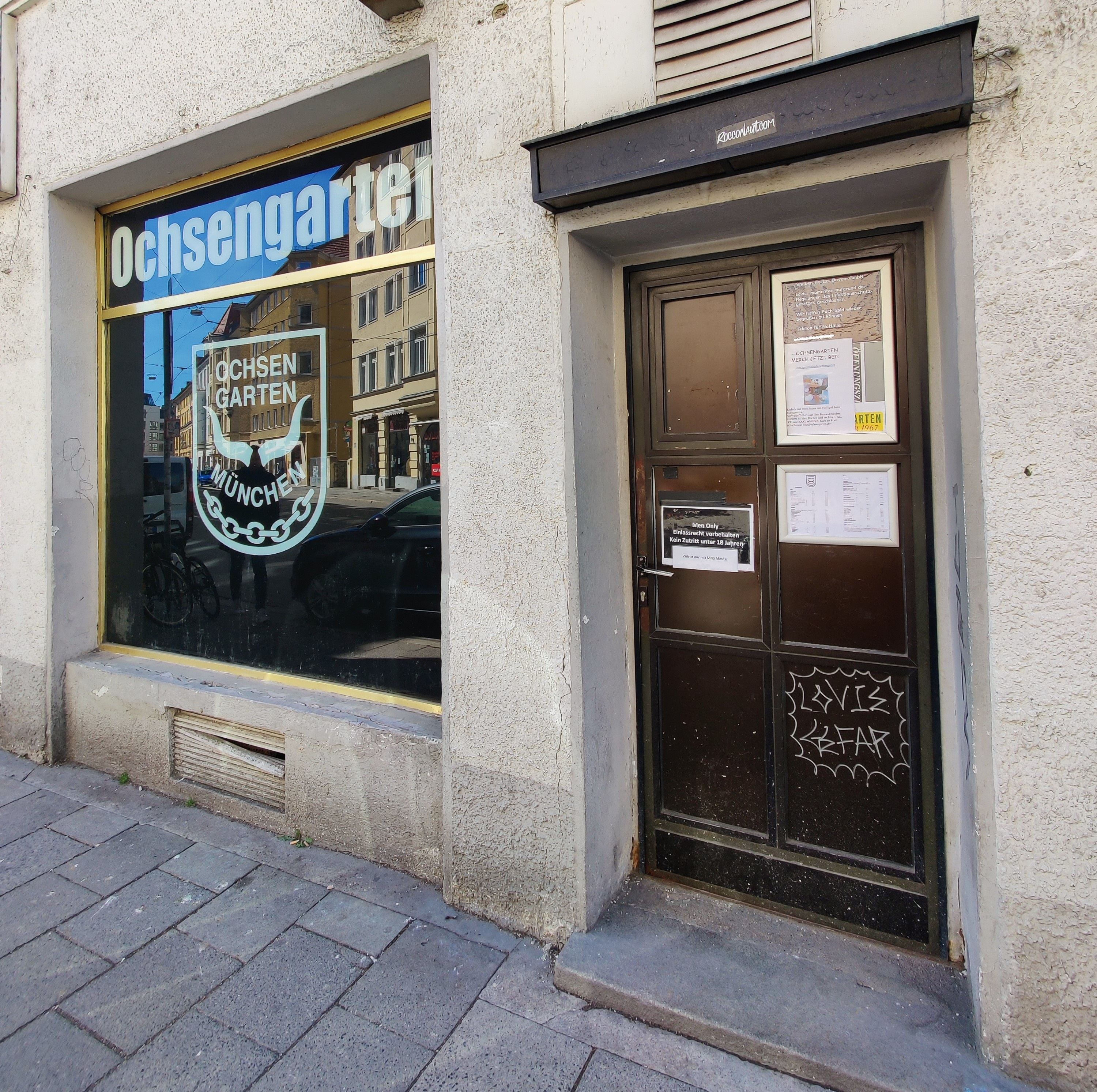
Außenansicht des Ochsengarten

Der Ochsengarten im Glockenbachviertel in München ist Deutschlands erste Lederbar und gilt als einer der ältesten Treffpunkte der homosexuellen Lederszene.

## Geschichte
Schon 1850 war das Haus in der Müllerstraße von Martin Streicher eine Gaststätte mit Biergarten. Hier trafen sich Arbeiter vom Ross- und Rindermarkt auf ein Bier. Der An- und Verkauf der Ochsen gab der Wirtschaft ihren Namen.
Ab 1945 war der Ochsengarten ein Weinlokal und Treffpunkt von Prostituierten mit ihren Freiern im damaligen Rotlichtviertel. 1966 bekam München den Zuschlag für die Olympischen Spiele 1972 und die Münchner Innenstadt wurde zum Sperrbezirk. Daraufhin übernahm 1967 die ehemalige Kellnerin Auguste „Gusti“ Wirsing die Rotlichtbar. Nachdem Homosexualität 1969 durch die Reform des Paragraphen 175 entkriminalisiert wurde, eröffnete Wirsing hier Bayerns erste Lederkneipe. Der Ochsengarten gilt heute als Deutschland ältestes Lederlokal.
Überregionale und internationale Bekanntheit erlangt der Ochsengarten durch Freddie Mercury, der während seiner Münchner Zeit von 1979 bis 1985 in der Münchner Schwulenszene unterwegs war. In der Vergangenheit berichteten Medien wiederholt über prominente Gäste wie zum Beispiel den Komiker Dirk Bach, Schauspieler Georg Uecker oder den Politiker Volker Beck.
Ab 1978 führte Gustis Angestellter Fridolin "Fridl" Steinhauser den Ochsengarten, bis er ihn 2020 an Elke Seifert übergab. Mit Seifert steht nach 42 Jahren wieder eine Frau hinter dem Tresen. Nach den durch die Corona-Pandemie bedingten Schließungen wird das Konzept unverändert fortgeführt.

## Konzept
Der Ochsengarten ist als schwule Fetischkneipe bis heute für ein hohes Maß an sexueller Freizügigkeit bekannt. Sex unter den Anwesenden wird relativ offen in den beruhigten Teilen des Gastraums (Darkroom und Klappe mit Glory Hole) praktiziert und akzeptiert, ebenso Selbstbefriedigung und die Auslebung von Fetischen.
Die Türpolitik ist nicht mehr ganz so streng wie in den Anfängen. Die Lederszene sowie Gäste in Fetischoutfits sind nach wie vor gern gesehen. Der Ochsengarten positioniert sich als Bar für Jeans-, Leder-, Uniform- und Gummi-Kerle. Nach wie vor haben nur Männer Zutritt. Ausnahme ist der Donnerstag. Hier ist der Ochsengarten Treffpunkt für Münchens ältesten BDSM-Stammtisch „Stammtisch FreieSMünchen“ und deshalb auch für Frauen geöffnet.
In der Community gilt der Ochsengarten durch die Öffnungszeiten als Anlaufstelle für die Party nach der Party.

## Weiterführende Informationen
- Das Sub – Schwules Kommunikations- und Kulturzentrum München e.V. stellt die kostenfreien Kondome zur Verfügung, die an der Bar ausgegeben werden.
- In der US-Serie Quantico wird der Ochsengarten in Staffel 2 / Episode 11 (Schmutzige Hände (Original: ZRTORCH)) genannt, als die jungen Rekruten den Auftrag haben, einen Agenten aus Deutschland herauszuholen.[8]

## Ochsengarten in der Werbung

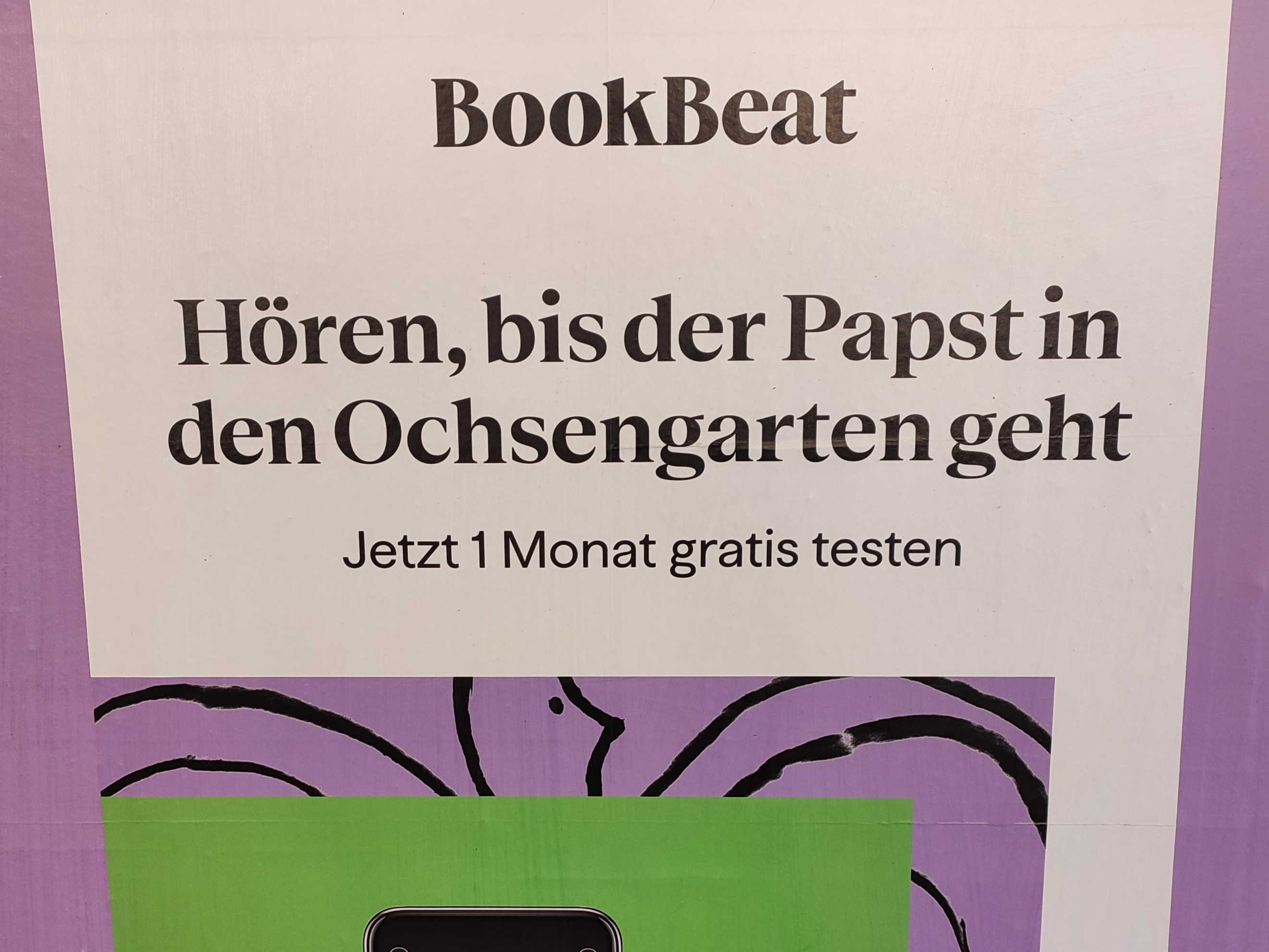
Plakatwerbung in München

Der Audio-Streaming-Dienst BookBeat verwendete 2022 den Ochsengarten in seiner Plakatwerbung.